# Les Montils
Montils – miejscowość i gmina we Francji, w Regionie Centralnym, w departamencie Loir-et-Cher.
Według danych na rok 1990 gminę zamieszkiwało 1196 osób, a gęstość zaludnienia wynosiła 129 osób/km² (wśród 1842 gmin Centre, Montils plasuje się na 328. miejscu pod względem liczby ludności, natomiast pod względem powierzchni na miejscu 1187.).

## Współpraca
Miejscowość partnerska:
- Olne, Belgia